# Costache Faca
Costache Faca (n. 1801 – d. 1845) a fost un scriitor român.

## Biografie
A ocupat înalte funcții dregătorești în Țara Românească.
Cea mai cunoscută scriere a sa este „Comodia vremii” (scrisă în 1833, publicată postum în 1860 de Ion Heliade-Rădulescu, în revista literară „Biblioteca portativă”, sub titlul „Franțuzitele”), scenetă în trei acte, imitație după piesa „Les précieuses ridicules” a lui Molière. Situându-se pe poziții antibonjuriste, Costache Faca satirizează în această scriere megalomania elitelor din țările române din prima jumătate a secolului XIX.
O nouă ediție a fost publicată de V. Vârcol în 1906 la București.